# 197707 Paulnohr
197707 Paulnohr è un asteroide della fascia principale. Scoperto nel 2004, presenta un'orbita caratterizzata da un semiasse maggiore pari a 2,2815572 UA e da un'eccentricità di 0,1852526, inclinata di 6,88582° rispetto all'eclittica.